# Lena Oberdorf
Lena Sophie Oberdorf, född den 19 december 2001, är en tysk fotbollsspelare som spelar för VfL Wolfsburg i Tyskland.
Oberdorf ingick i Tysklands lag i VM i Frankrike 2019 och var den yngste spelaren i truppen.